# バルクリシュナ・インダストリーズ
バルクリシュナ・インダストリーズ（Balkrishna Industries Limited、BKT）は、インドのムンバイに本社を置く、インドの多国籍タイヤ製造会社である。インド国内の5つの工場で、鉱業、土木、農業、園芸などの専門分野で使用されるオフハイウェイタイヤ（OHT）を製造している。
JCバンフォード・エクスカベターズ、ディア・アンド・カンパニー、CNHインダストリアルといった重機メーカーのOEM事業者となっている。2014年、BKTは世界のオフロードタイヤ分野で6％の市場シェアを持っていた。
北米と欧州の交換市場に対応している。北米オフィスはオハイオ州アクロンにあり、サウスカロライナ州ワンドに倉庫が1つある。 米国でのビジネスの約80%は、ファーム市場である。
2014年からモンスタージャムの公式かつ独占的なタイヤスポンサーとなっている。 2018年7月、イタリアサッカーの2部リーグであるセリエBのネーミングライツを3年間購入し、この契約により同リーグはセリエ BKT（Serie BKT）と呼ばれるようになった。 2020年1月15日、フランスサッカーの2部リーグであるリーグ・ドゥのネーミングライツを4年間購入し、リーグ・ドゥ BKT（Ligue 2 BKT）と呼ばれるようになった。